# Avenida Francisco Glicério
A Avenida Francisco Glicério (antiga Rua do Rosário) é uma das grandes avenidas de Campinas, com 2,35 km de extensão. Localiza-se no Centro da cidade, sendo considerada a principal avenida da cidade.

## História
Tradicionalmente, ao longo do século XIX e na parte inicial do século XX, a via mais importante do núcleo urbano de Campinas foi a rua Barão de Jaguara. Na década de 1950, o Plano de Melhoramentos Urbanos estabeleceu que a então rua Francisco Glicério passasse a ser denominada avenida, com o alargamento para 22 metros, o que demandou numerosas desapropriações e demolições em seu lado ímpar, dentre elas a da antiga Igreja do Rosário em 1956.
Os bondes, inaugurados em Campinas em 1912, das 14 linhas existentes, oito delas passavam pela Avenida Francisco Glicério. Em 1968, os bondes saíram de circulação.
Em 1970, os tradicionais paralelepípedos deram lugar ao asfalto.

## Nome
Inicialmente era chamada de Rua do Rosário, porque passava em frente à igreja de mesmo nome.
O nome da avenida é uma homenagem a Francisco Glicério de Cerqueira Leite (1846-1916), um político campineiro conhecido por suas ideias republicanas e que recebeu a homenagem com o nome da via ainda em vida.
No começo, a rua se chamava General Francisco Glicério, por causa da patente do republicano pelo cargo na guarda nacional. Mais tarde o cargo foi retirado do nome da rua, em razão das numeras funções exercidas Francisco Glicério.

## Extensão
Começa na rua da Abolição, no bairro Ponte Preta, terminando na avenida Barão de Itapura, no bairro Guanabara, apesar de o trânsito fluir no sentido oposto. Apesar de a avenida ser larga, são frequentes as lentidões ao longo do dia em certos trechos.
Possui em suas proximidades grande parte dos prédios comerciais e das lojas do centro de Campinas. 

## Acessos

### Ruas e Avenidas

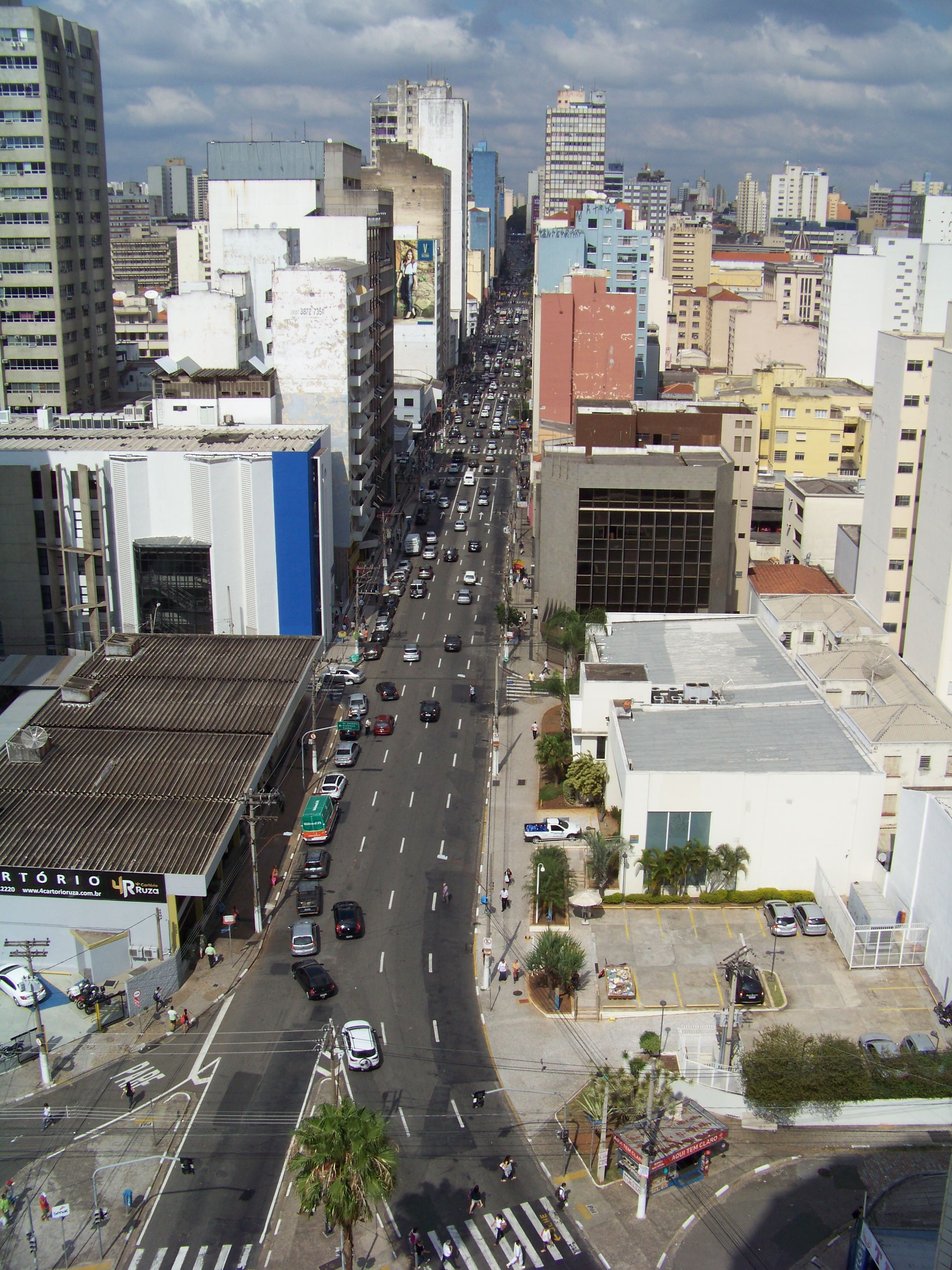
Avenida Francisco Glicério em seu trecho central.

A avenida Francisco Glicério dá acesso, dentre outras, às seguintes avenidas/ruas, no sentido de circulação: 
- Avenida Barão de Itapura
- Avenida Orosimbo Maia
- Rua Marechal Deodoro
- Rua Barreto Leme
- Avenida Benjamin Constant
- Rua Bernardino de Campos
- Rua General Osório
- Avenida Campos Salles
- Rua Conceição
- Rua Ferreira Penteado
- Rua Cônego Cipião
- Rua Duque de Caxias
- Avenida Aquidabã (passando sob a Via Expressa Waldemar Paschoal)
- Rua Uruguaiana

### Demais atrações
- Catedral Metropolitana de Campinas
- Largo do Carmo
- Largo do Pará
- Largo do Rosário
- Rua 13 de Maio

## Festividades
O carnaval, que era realizado na rua Barão de Jaguara, passou a acontecer na Avenida Francisco Glicério, por ter mais espaço para os blocos. As escolas de samba mais tradicionais de Campinas desfilaram na avenida.

## Galeria

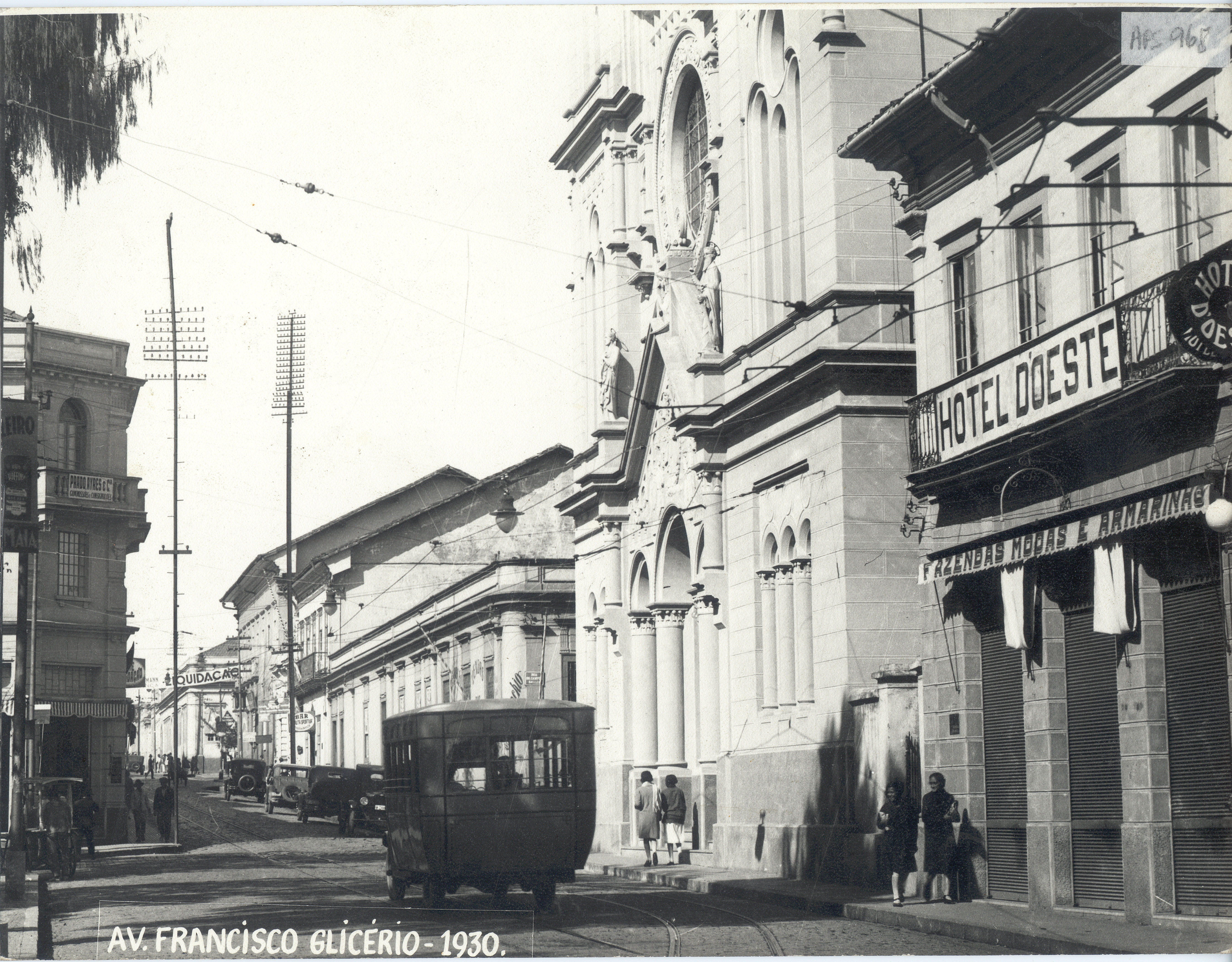
em 1926
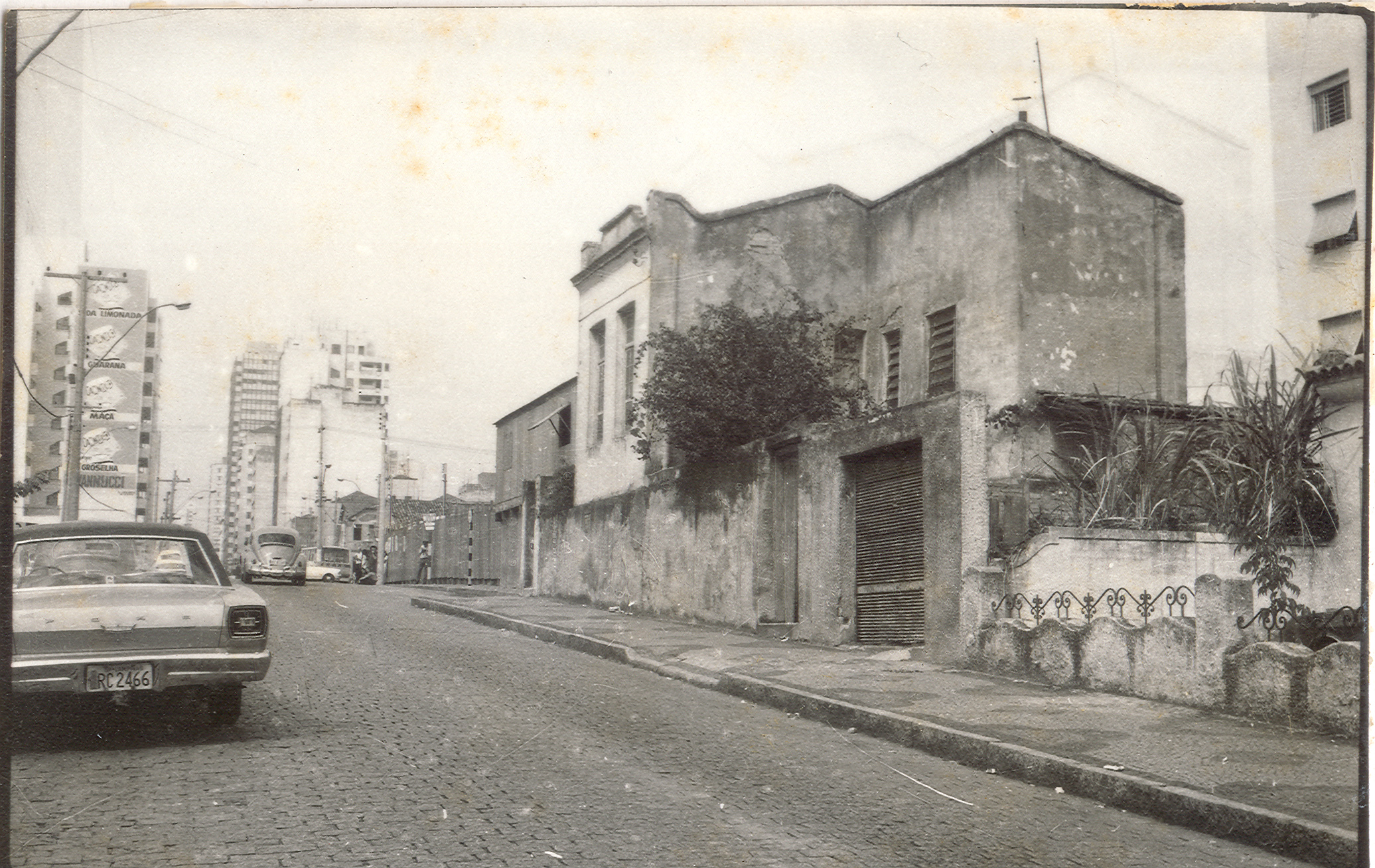
em 1970
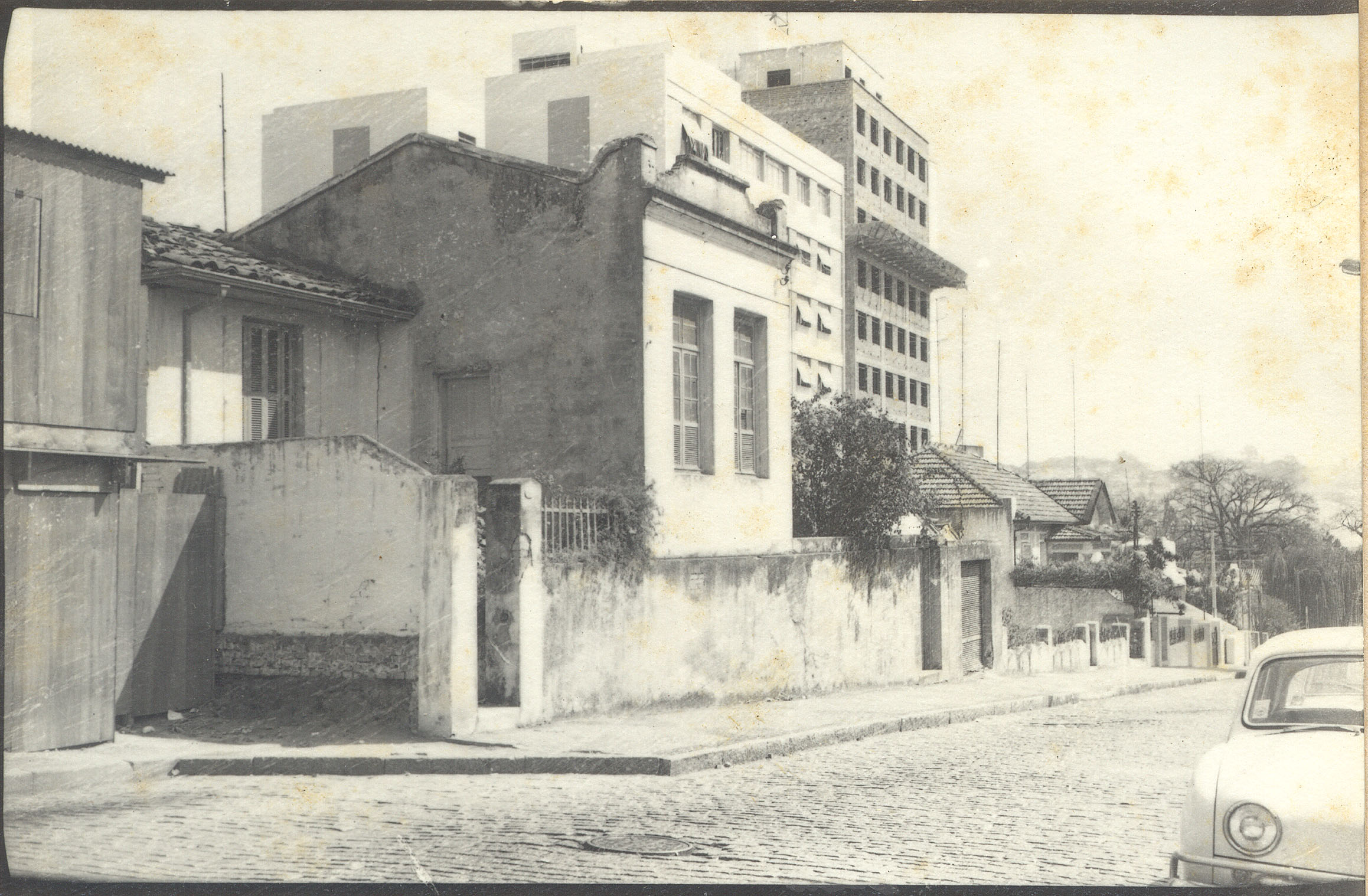
em 1970
na década de 1970